# Aalberts N.V.
Aalberts N.V. is een Nederlandse beursgenoteerde onderneming, houdstermaatschappij van een aantal industriële ondernemingen gericht op de ontwikkeling, vervaardiging en verkoop van hoogwaardige technische- en metaalproducten. Het concern is actief in vier eindmarkten: duurzame gebouwen, semiconductor efficiency, duurzaam transport en industriële niches en produceert geïntegreerde leidingsystemen, technologie voor HVAC toepassingen, mechatronica en oppervlaktetechnologie.

## Geschiedenis
Jan Aalberts richtte in 1975 Mifa in Venlo op. Dit bedrijf was de basis voor het in 1981 opgerichte Aalberts N.V. Bij de beursintroductie in maart 1987 had de onderneming een omzet van € 29 miljoen.
Vervolgens nam het bedrijf een reeks ondernemingen in binnen- en buitenland over als Druckgasarmaturen (K M Schmöle, 1994) en metaalharderij Mamesta te Lomm (1995). Het personeelsbestand steeg van iets meer dan 500 in 1990 naar circa 1500 in 1994.
In 2003 werd de grootste fabrikant van roestvaststalen persfittingen Hage Fittings aangekocht. Het bedrijf nam in 2006 de bedrijven Comap S.A. (water- en gasproducten) in Frankrijk, Pemag S.A. (leverancier voor gassystemen voor grote utiliteits- en installatiebedrijven) in Spanje en Holmgrens Försäljnings A.B. in Zweden over. Deze bedrijven zijn nu allemaal onderdeel van Flow Control. Kort daarop kocht Aalberts N.V. in augustus 2006 een meerderheidsbelang van 51% in het Poolse KAN Sp. z.o.o. (productie van kunststofleidingsystemen voor (drink)water en vloerverwarming). Per 1 januari 2007 behoren ook de Franse activiteiten op het terrein van dieptrektechnologie van Thomson Genlis S.A. bij Aalberts, evenals het Duitse bedrijf EWB Eloxal-Werk-Burg Gesellschaft für Aluminiumbeschichtungen und Oberflächentechniken. In februari 2007 volgde de overname van LASCO Fittings Inc. in de Verenigde Staten.
In 2006 kreeg Aalberts een boete van ruim € 100 miljoen van de Europese Commissie omdat het deel zou hebben uitgemaakt van een kartel voor koperfittingen. Aalberts ging tegen dit besluit in beroep en in 2011 sprak het Europees Hof van Justitie Aalberts vrij. Tegen dat vonnis tekende de Europese Commissie echter bezwaar aan. In juli 2013 sprak het Hof Aalberts definitief in hoger beroep vrij. Het bedrijf heeft altijd betrokkenheid bij het kartel ontkend en nooit een voorziening voor de boete getroffen.
Het bedrijf was van 23 maart 2015 tot en met 23 maart 2020 onderdeel in AEX. Vanaf 24 maart 2021 maakt het onderdeel uit van de AMX-index. Aandeelhouders met een belang van meer dan vijf procent zijn anno 2021: familie Aalberts 13,27%, FMR LLC 10,0%, Capital Group 9,92% en Invesco 5,04%.

## Activiteiten
Aalberts heeft vier bedrijfsonderdelen: duurzame gebouwen, semiconductor efficiency, duurzaam transport en industriële niches. De grootste activiteit is duurzame gebouwen, dit onderdeel vertegenwoordigde in 2023 ongeveer de helft van de totale omzet. De overige drie onderdelen zijn nagenoeg even groot naar omzet gemeten.
De hoge winst in 2021 werd mede veroorzaakt door een grote buitengewone bate op de verkoop van Adex (Nederland), het Amerikaanse Lasco en de Standard Hidráulica Group in Spanje. In dat jaar waren er ook incidentele kosten en per saldo werd het resultaat in 2021 met ongeveer € 100 miljoen incidenteel verhoogd. In 2023 werd 60% van de omzet in West-Europa behaald, ongeveer een kwart in Noord-Amerika en nog eens 10% in Oost-Europa.

### Financiële resultaten
| Jaar | Omzet            | Nettoresultaat  | Werknemers |
| ---- | ---------------- | --------------- | ---------- |
| 2005 | € 1055,0 miljoen | € 83,1 miljoen  |            |
| 2006 | € 1440,3 miljoen | € 107,5 miljoen |            |
| 2007 | € 1702,5 miljoen | € 128,0 miljoen |            |
| 2008 | € 1750,8 miljoen | € 105,0 miljoen |            |
| 2009 | € 1404,9 miljoen | € 54,2 miljoen  |            |
| 2010 | € 1682,8 miljoen | € 106,5 miljoen |            |
| 2011 | € 1937,4 miljoen | € 131,6 miljoen |            |
| 2012 | € 2024,5 miljoen | € 136,0 miljoen |            |
| 2013 | € 2040,0 miljoen | € 135,8 miljoen |            |
| 2014 | € 2200,8 miljoen | € 149,6 miljoen |            |
| 2015 | € 2475,3 miljoen | € 168,2 miljoen | 14.709     |
| 2016 | € 2522,1 miljoen | € 214,2 miljoen | 15.338     |
| 2017 | € 2692,0 miljoen | € 238,2 miljoen | 16.003     |
| 2018 | € 2759,0 miljoen | € 240,8 miljoen | 16.452     |
| 2019 | € 2841,3 miljoen | € 229,5 miljoen | 16.094     |
| 2020 | € 2610,4 miljoen | € 125,1 miljoen | 14.782     |
| 2021 | € 2979,1 miljoen | € 367,8 miljoen | 14.402     |
| 2022 | € 3230,0 miljoen | € 322,3 miljoen | 14.597     |
| 2023 | € 3324,0 miljoen | € 320,5 miljoen | 14.055     |

Aalberts · Air France-KLM · Alfen · Allfunds · AMG · Aperam · ARCADIS ·  Basic-Fit · Corbion · CTP · Eurocommercial Properties · Fagron · Flow Traders · Fugro · Galapagos · InPost · JDE Peet's · Just Eat Takeaway · OCI · SBM Offshore · Signify · TKH Group · Van Lanschot Kempen · Vopak · WDP